# Ворникъяталяхъянкалма
Ворникъяталяхъянкалма (Ворникъяталях-Янкалма) — болото в Ивдельском городском округе Свердловской области, Россия.

## Географическое положение
Болото Ворникъяталяхъянкалма расположено в муниципальном образовании «Ивдельский городской округ» Свердловской области, между рекой Пелым и рекой Лямъя, в верховьях реки Ворник (правый приток реки Пелым). В окрестностях болото, в 12-14 километрах к северо-западу находится посёлок Верхний Пелым, а с юго-востока примыкает зона термокарста. Болото площадью 16 км², труднопроходима.